# Tylochromis intermedius
Tylochromis intermedius är en fiskart som först beskrevs av Boulenger, 1916.  Tylochromis intermedius ingår i släktet Tylochromis och familjen Cichlidae. IUCN kategoriserar arten globalt som livskraftig. Inga underarter finns listade i Catalogue of Life.